# Wuchereria bancrofti
Wuchereria bancrofti ist ein Vertreter der Fadenwürmer, der parasitisch in den Lymphgefäßen des Menschen lebt. Seinen Namen erhielt das Tier nach dem deutsch-brasilianischen Arzt Otto Wucherer und dem britisch-australischen Arzt und Wissenschaftler Joseph Bancroft. Er verursacht Entzündungen der Lymphgefäße und Lymphknoten.

## Verbreitung
Sie sind hauptsächlich in China, Amerika, Asien, Afrika und im Pazifik verbreitet. Sie kommen dort in den tropischen Regionen vor.

## Merkmale
Das Weibchen erreicht eine Länge von bis zu 10 cm. Ihre Dicke beträgt dabei aber nur bis zu 0,3 Millimeter.

## Lebenszyklus
Übertragen werden die Würmer durch Mücken, vor allem die Stechmücken der Gattungen Culex, Anopheles und Aedes. Die Larven werden in die Stichwunde der Tiere eingespritzt oder wandern aktiv in die Wunde und werden dann meist passiv in die Kapillaren der Lymphgefäße gespült. Die ausgewachsenen Würmer können mehrere Jahre im Lymphsystem leben und ihre Weibchen produzieren in dieser Zeit Unmengen neuer Wurmlarven, Mikrofilariae. Die Larven treten vor allem nachts ins periphere Blut über, von wo aus sie erneut den Zwischenwirt (die Mücke) infizieren können.

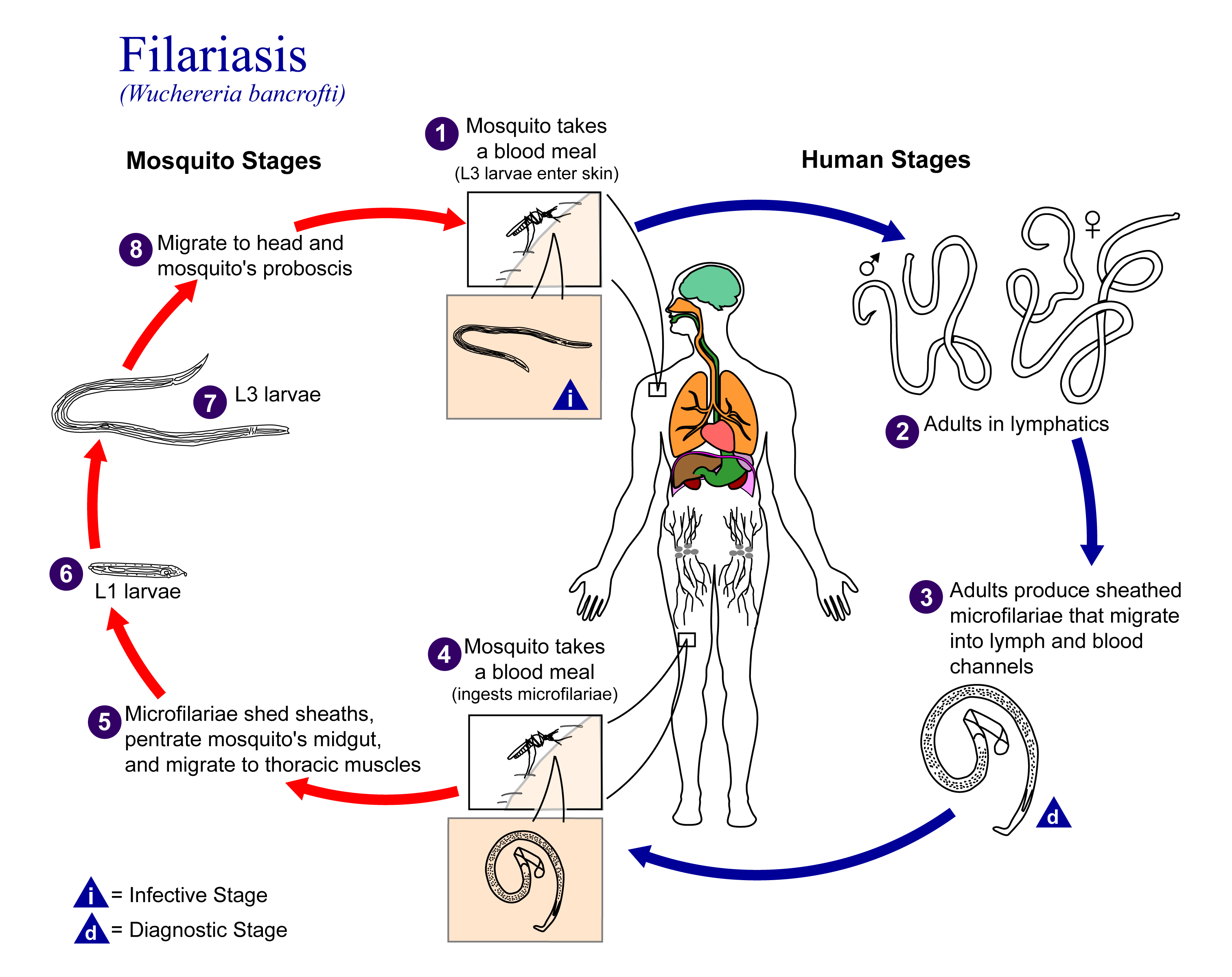
Lebenszyklus des Erregers Wuchereria bancrofti (Cobbold, 1877)

## Schadwirkung
Milde Verläufe führen lediglich zu einer rezidivierenden Lymphadenitis und Lymphangitis. Schwere Verläufe entwickeln sich zu Filariosen, bekannt als Elephantiasis tropica. Dabei handelt es sich um ein monströses Lymphödem, welches durch Verstopfung der peripheren Lymphgefäße entsteht, hervorgerufen durch sich entwickelnde Larven in den Gefäßlumen. Sichtbares Zeichen dieser Krankheit sind extreme Wucherungen des Bindegewebes in den Armen und Beinen, an den Genitalien und den Brüsten. Akute Symptome treten erst bis zu 16 Monate nach der Infektion auf, diese dauern jedoch Tage bis Wochen lang an. Dabei kommt es zu beschriebenen Schwellungen, diese bilden sich generell jedoch wieder zurück, nur bei schweren Formen verbleiben diese.

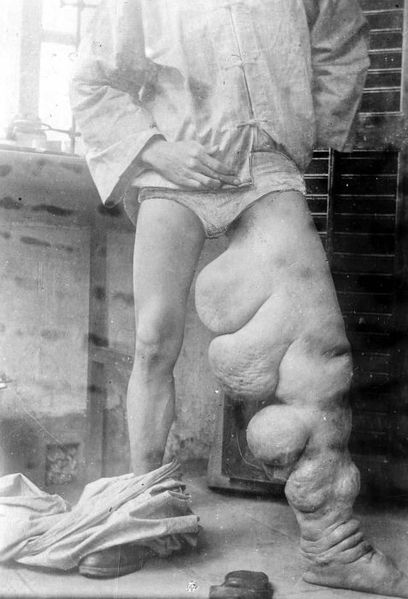
Lymphadenitis und Lymphangitis durch Befall (Infestation) mit Wuchereria bancrofti

## Therapie
Bei lymphatischer Filiose kommen folgende Medikamente in Betracht: Diethylcarbamazin, Albendazol und Ivermectin. In Papua-Neuguinea konnte bei Patienten mit Wuchereria-bancrofti-Infektion mit einer Behandlung mit Diethylcarbamazin, Albendazol und Ivermectin (Dreifachkombination) ein besseres Ergebnis erzielt werden als mit Diethylcarbamazin und Albendazol (Zweifachkombination). Nach der Gabe der Dreifachkombination waren fast alle Patienten nach 3 Jahren frei von Mikrofiliaren im Blut. Die Behandlung erfolgte mit 200 μg Ivermectin pro kg Körpergewicht, 6 mg Diethylcarbamazin  pro kg Körpergewicht und 400 mg Albendazol als Einmalgabe. Nebenwirkungen waren Fieber in 34 %, Müdigkeit in 20 %, Kopfschmerz in 17 %, Muskelschmerzen in 12 %, Übelkeit oder Erbrechen in 10 % und Schmerzen oder Schwellungen des Hodens in 10 %.